# Jacqueline Logan

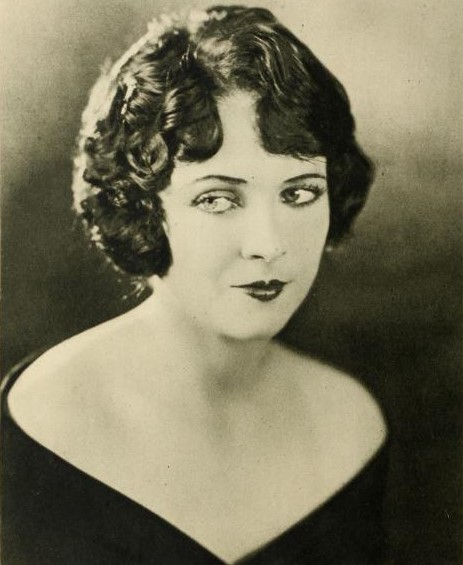
Jacqueline Logan

Jacqueline Medura Logan (* 30. November 1901 in Corsicana, Texas; † 4. April 1983 in Melbourne, Florida) war eine US-amerikanische Film- und Theaterschauspielerin.

## Leben
Jacqueline Logan wuchs als Tochter einer wohlhabenden Familie in Colorado Springs auf. Nach einem abgebrochenen Journalistikstudium ging Logan in der Hoffnung, als Schauspielerin Erfolg zu haben nach Chicago, wo sie erste Erfahrungen als Tänzerin sammelte. Ab 1920 konnte sie in New York Erfahrungen als Sängerin machen und trat unter anderem in dem Stück Florodora am Broadway auf.
Hier wurde Logan von Regisseur Allan Dwan entdeckt, der sie in dessen im Jahr 1921 produzierten Film A Perfect Crime als Hauptdarstellerin castete. Es war der Beginn einer vielversprechenden Karriere. Allein in den 1920er Jahren stand Logan in über 50 Stummfilmen vor der Kamera. Ihr bekanntester Film war der 1927 produzierte Bibelfilm König der Könige von Regisseur Cecil B. DeMille, in dem sie als Maria Magdalena zu sehen war. 1929 gelang ihr mit ihrer Rolle im Film The Show of Shows von John G. Adolfi der Wechsel zum Tonfilm. 1931 arbeitete Logan als Regisseurin und drehte in Zusammenarbeit mit Mary Field den 46-minütigen Kurzfilm Strictly Business. Anfang der 1930er Jahre bekam Logan zwei Rollen in Theaterproduktionen, so zuletzt zwischen September 1934 und Februar 1935 in Merrily We Roll Along.
Ihr Privatleben war einer der Gründe, weshalb ihre Karriere zum Erliegen kam. 1934 heiratete sie den Unternehmer Larry Winston, für den sie ihre Karriere aufgab. Die kinderlose Ehe wurde jedoch bereits 1947 geschieden. Zuletzt lebte Logan ein Leben zwischen New York und Florida und engagierte sich für politische Belange. Auch wurde sie Mitglied in der antikommunistischen John Birch Society. 1973 trat Logan in der Filmkomödie Naughty Wives ein letztes Mal vor die Kamera. Sie starb 81-jährig im April 1983 in Melbourne (Florida) und wurde in Decatur beerdigt.

## Filmografie
- 1921: Fool’s Paradise
- 1921: Molly O’
- 1921: The Fighting Lover
- 1921: White and Unmarried
- 1921: A Perfect Crime
- 1922: A Blind Bargain
- 1922: Ebb Tide
- 1922: Saved by Radio
- 1922: Burning Sands
- 1922: A Tailor-Made Man
- 1922: Gay and Devilish
- 1923: The Light That Failed
- 1923: Salomy Jane
- 1923: Sixty Cents an Hour
- 1923: Mr. Billings Spends His Dime
- 1923: Java Head
- 1924: Manhattan
- 1924: The House of Youth
- 1924: Dynamite Smith
- 1924: Bis zum letzten Mann (Code of the Sea)
- 1924: The Dawn of a Tomorrow
- 1924: Flaming Barriers
- 1925: Wages for Wives
- 1925: When the Door Opened
- 1925: Peacock Feathers
- 1925: Thank You
- 1925: If Marriage Fails
- 1925: Der Weg zur Verdammnis (Playing with Souls)
- 1925: The Sky Raider
- 1925: A Man Must Live
- 1926: Footloose Widows
- 1926: Tony Runs Wild
- 1926: Out of the Storm
- 1926: White Mice
- 1926: The Outsider
- 1927: The Wise Wife
- 1927: For Ladies Only
- 1927: The Blood Ship
- 1927: König der Könige (The King of Kings)
- 1927: One Hour of Love
- 1928: The River Woman
- 1928: Ships of the Night
- 1928: Nothing to Wear
- 1928: The Look Out Girl
- 1928: Power
- 1928: Stocks and Blondes
- 1928: The Cop
- 1928: Una nueva y gloriosa nación
- 1928: Broadway Daddies
- 1928: Midnight Madness
- 1928: The Leopard Lady
- 1929: The Show of Shows
- 1929: The King of the Kongo
- 1929: Junggesellin aus Leidenschaft (The Bachelor Girl)
- 1929: Stark Mad
- 1929: The Faker
- 1929: Sombras habaneras
- 1930: The Middle Watch
- 1930: Symphony in Two Flats
- 1930: General Crack
- 1931: Shadows